# فلیکستون، د سینتس
فلیکستون (به انگلیسی: Flixton) یک روستا و محله مدنی در بریتانیا است که در Waveney واقع شده‌است. فلیکستون ۱۷۶ نفر جمعیت دارد.